# Don't Say Goodbye (Rick Astley)
Don't Say Goodbye è un singolo del cantante britannico Rick Astley pubblicato nel tardo 1988 come sesto estratto dell'album Whenever You Need Somebody. Originariamente il singolo doveva essere pubblicato in tutto il mondo dalle case discografiche PWL e RCA ma infine uscì solamente sul mercato italiano.

## Tracce
1. Don't Say Goodbye (Latin Rascal's Remix)
2. My Arms Keep Missing You (PWL House Mix)
3. Rick Astley House Megamix